# Bevægelse (fysik)
 For alternative betydninger, se Bevægelse. (Se også artikler, som begynder med Bevægelse)
Bevægelse er ændring i position over tid. Studiet af bevægelse i sig selv kaldes for kinematik, mens dynamik også inkluderer årsagerne til bevægelse.
Hvor hurtigt en position ændrer sig mht. til tiden, kaldes for hastigheden, der også angiver bevægelsens retning. Hastighedens absolutte værdi er farten. Ændringen i hastighed mht. tid er acceleration.
I klassisk mekanik siger Newtons første lov, at et objekt bevæger sig med konstant fart i en lige linje, hvis objektet ikke udsættes for en ydre påvirkning kaldet en kraft.
| Fysik | Spire Denne artikel om fysik er en spire som bør udbygges. Du er velkommen til at hjælpe Wikipedia ved at udvide den. |